# Michał Król (duchowny)
Michał Król (ur. 27 sierpnia 1793 w Inwałdzie, zm. 10 grudnia 1879 w Tarnowie) – polski duchowny rzymskokatolicki, poseł do Sejmu Krajowego Galicji III kadencji (1870–1876), kanonik kapituły w Tarnowie, teolog, rektor seminarium duchownego w Tarnowie.
Wybrany w IV kurii obwodu Kraków, z okręgu wyborczego nr 52 Brzesko-Radłów-Wojnicz.
Jako rektor seminarium był autorem pierwszego regulaminu, który porządkował życie powiększonej wspólnoty alumnów. Nosił on tytuł Ordo domesticus. Po Wiośnie Ludów w 1848 r. udało mu się przekonać władze austriackie, aby nie zamykały seminarium.